# Mărginimea Sibiului

Mărginimea Sibiului (rood) in Sibiu (district)

Mărginimea Sibiului (Hongaars: Szeben-Hegyalja) is een gebied dat bestaat uit 18 dorpen in het zuiden van het district Sibiu, in Zuid-Transsylvanië, alle met een unieke etnische, culturele en architectonische historie. Van oudsher woonden hier Roemeense herders terwijl in de rest van het district Saksen woonden.

## Locatie
Het gebied ligt in de directe nabijheid van de stad Sibiu, en beslaat 200 km². De grens vormt de rivier de Sadu (Hongaars: Cód folyó) in het zuiden  en de rivier de Sălişte in het noorden. De dorpen liggen in de diverse valleien van rivieren die vanuit de Karpaten naar het Zevenburgs Plateau stromen.  

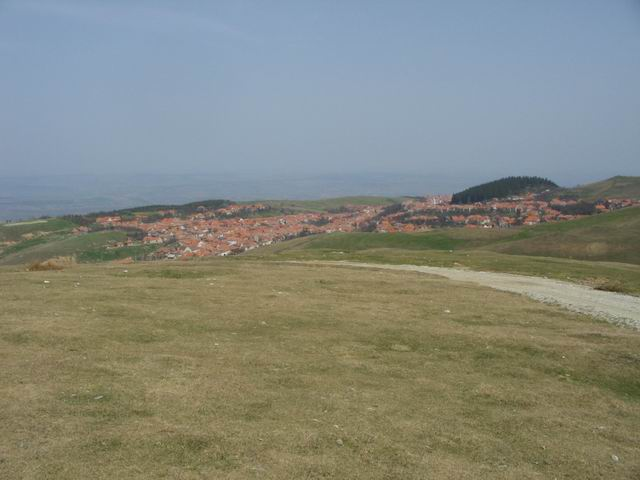
Blik van boven op Poiana Sibiului, april 2005

Het gebied bestaat uit de volgende steden en dorpen:
- Boița
- Fântânele, Sibiu
- Galeş
- Gura Râului
- Jina
- Orlat
- Poiana Sibiului
- Poplaca
- Rășinari
- Râul Sadului
- Rod
- Sadu
- Săliște (town)
- Sibiel
- Tălmaciu (town)
- Tălmăcel
- Tilișca
- Vale